# Macu Takako
Matsu Takako ( japánul: 松 たか子) (Tokió,1977.június 10.) japán színpadi és filmszínésznő, popénekes és dalszersző.

## Családja
1977-ben született Tokióban, családja többnyire színészekből és színésznőkből áll, köztük kabuki művész édesapjával, nagybátyjával és bátyjával, egy nővére, aki filmekben szerepelt, és végül feleségül megy egy szórakoztatóiparból származó férfihoz. Édesanyja üzletasszony. Unokahúga kabuki színésznő. A nővére férje szintén színész. Apja Matsumoto Koshiro IX; nagybátyja Nakamura Kichiemon II; bátyja Ichikawa Somegoro VII (ma Matsumoto Koshiro X); nővére Matsumoto Kio. Anyja neve Matsumoto Noriko. Vezetéknevét "Matsu"-nak választotta szülei tiszteletére.

## Karrierje
Matsu Takako tizenhat évesen debütált 1993-ban a Ninjo Hanashi Bun Nana Motoyu (Hét hajfonatos papírzsinórba írt érzelmek) című darabban a tokiói Kabukiza színházban. Első főszerepét a televízióban a Hana no Ran (Rózsák háborúja) című NHK-drámában játszotta, 1994-ben a főszereplő Hino Tomiko gyermekszerepét, majd főszerepet játszott a Kura című NHK-drámában. Mivel a Shirayuri Gakuen, a középiskolája megtiltotta az iparban való munkát, átkerült a Horikoshi középiskolába.
Matsu 1996-ban szerepelt a "Long Vacation" című drámában, miután beiratkozott az Asia University egyetemre. Később otthagyta az egyetemet, amikor a dráma nagy siker lett, és ez a siker vezetett ahhoz, hogy a 47. NHK Kohaku Uta Gass és más lehetőségek házigazdája legyen. A "Long Vacation" című dráma záróünnepségén Matsu karaokét énekelt, amit a rendező meghallgatott, és azt javasolta neki, hogy próbálja meg az éneklést. Bár először visszautasította, Matsu végül elfogadta, mert úgy látta, hogy ez egy olyan lehetőség, ami nem mindenkinek adatik meg. 1997-ben kiadta debütáló kislemezét "Ashita, Haru ga Kitara" címmel, és fellépett a 48. NHK Kohaku Uta Gass-en.
Ugyanebben az évben főszerepet játszott a "Love Generation" című drámában, melynek főszereplője Kimura Takuya volt. A "Love Generation" szintén sikerdráma lett, 30,8%-os átlagos nézettséget ért el. Matsu 2001-ben újra megjelent Kimura szerepében egy másik ikonikus drámában, a "HERO"-ban. A "HERO" 25 év óta a legmagasabb japán tévéjáték nézettségi rekordot érte el 34,8%-os átlagos nézettségével, és egy TV Special, egy folytatásos dráma és két játékfilm is született belőle.
2013-ban Matsu szinkronizálta Elzát a Disney Jégvarázs japán kiadásában, és elénekelte a főcímdal, a Let It Go japán verzióját. 1997 óta Matsu zenészként tevékenykedik, miközben színésznőként dolgozik színpadon és képernyőn egyaránt. 22 kislemezt és 13 albumot készített, és 2017-ig négy országos koncertturnéja volt.

## Magánélete
Matsu Takako 2007. december 27-én ment hozzá Sahashi Yoshiyuki gitároshoz és lemezproducerhez. 2014. november 27-én Matsu hivatalos honlapján felfedte, hogy első gyermekével várandós, és 2015. március 30-án megszülte a lányát.

## Színházi szerepei
| Év   | Cím                                  | Szerep               |
| ---- | ------------------------------------ | -------------------- |
| 1994 | Hana no Ran                          | Hino Tomiko (gyerek) |
| 1995 | Kura                                 | Tanouchi Retsu       |
| 1996 | Hideyoshi                            | Cha-cha              |
| 1996 | Long Vacation                        | Okusawa Ryoko        |
| 1996 | Konna Watashi ni Dare ga Shita       | Iwasaki Natsuko      |
| 1997 | Under One Roof 2                     | Mochizuki Miki       |
| 1997 | Love Generation                      | Uesugi Riko          |
| 1998 | Jinbe                                | Takanashi Miku       |
| 2000 | Omiai Kekkon                         | Nakatani Setsuko     |
| 2001 | Hero                                 | Amamiya Maiko        |
| 2003 | Itsumo Futari de                     | Tanimachi Mizuho     |
| 2006 | Yakusha Damashii                     | Karasuyama Hitomi    |
| 2009 | Saka no Ue no Kumo                   | Akiyama Tami         |
| 2012 | Unmei no Hito                        | Yuminari Yuriko      |
| 2014 | Oyaji no Senaka                      | Higuchi Touko        |
| 2017 | Quartet                              | Maki Maki            |
| 2017 | Cote d’Azur No.10                    | Shibata Shimako      |
| 2019 | No Side Game                         | Kimijima Maki        |
| 2021 | Omameda Towako to Sannin no Motootto | Omameda Towako       |

## Filmek
| Év   | Cím                                      | Szerep                         |
| ---- | ---------------------------------------- | ------------------------------ |
| 1997 | Tokyo Biyori                             | Mizutani                       |
| 1998 | April Story                              | Nireno Uzuki                   |
| 1998 | Love Generation Hong Kong                | Uesugi / Riko                  |
| 2003 | 9 Souls                                  | Yuki                           |
| 2004 | The Hidden Blade                         | Kie                            |
| 2006 | The Uchoten Hotel                        | Takemoto Hana                  |
| 2007 | Tokyo Tower: Mom & Me, and Sometimes Dad | Mizue                          |
| 2007 | Hero                                     | Amamiya Maiko                  |
| 2008 | K-20: Legend of the Mask                 | Hashiba Yoko                   |
| 2009 | Villon's Wife                            | Sachi                          |
| 2010 | Confessions                              | Moriguchi Yuko                 |
| 2011 | Ooshikamura Soudouki                     | Oi Mie                         |
| 2012 | Dreams for Sale                          | Ichizawa Satoko                |
| 2014 | The Little House                         | Hirai Tokiko                   |
| 2015 | A Farewell to Jinu                       | Amano Akiko                    |
| 2015 | Hero                                     | Amamiya Maiko                  |
| 2018 | Nakimushi Shottan no Kiseki              | Yoshiko Kajima                 |
| 2018 | Hard Core                                | Egy nő a bárban                |
| 2018 | It Comes                                 | Higa Kotoko                    |
| 2019 | Masquerade Hotel                         | Katagiri Yoko \| Nagakura Maki |
| 2020 | Last Letter                              | Yuri Kishibeno                 |
| 2022 | The Pass: Last Days of the Samurai       | Suga                           |
| 2022 | The Zen Diary                            | Machiko                        |